# Grand Dakar
Grand Dakar est l'une des 19 communes d'arrondissement de la ville de Dakar (Sénégal). Elle fait partie de l'arrondissement de Grand Dakar.
Relativement peu étendu, le quartier est situé dans le centre-sud de la capitale.

## Histoire
La commune d’arrondissement de Grand Dakar, l’une des 19 communes de la ville de Dakar, a été créée en 1949 sous l’impulsion du maire de l’époque, Amadou Lamine Guèye, afin de désengorger les quartiers centraux de la capitale tels que la Médina, Kip Coco et Gibraltar. Cette initiative visait à offrir un espace plus aéré et mieux structuré pour accueillir une population en forte croissance due à l’exode rural et à l’immigration en provenance des pays voisins. Située au cœur de Dakar, la commune couvre une superficie d’environ 1,1 km², ce qui en fait la plus petite des communes d’arrondissement de la région, mais avec une densité de population très élevée. 
Depuis sa création, Grand Dakar a connu plusieurs phases de développement. En 1996, la réforme administrative a érigé la commune en commune d’arrondissement, renforçant ainsi son autonomie administrative et sa capacité à gérer les affaires locales. Cette évolution a permis à la commune de mieux répondre aux besoins de sa population croissante et de mettre en place des infrastructures adaptées. Aujourd’hui, Grand Dakar est un centre urbain dynamique, caractérisé par une forte diversité culturelle et religieuse.

## Géographie
La commune s'étend de l'avenue Habib Bourguiba au nord, à la rocade de Fann-Bel Air au sud. À l'est, elle est limitée par les allées Cheick Sidaty Aïdara, rue Malick Gaye puis l'avenue Cheick Ahmadou Bamba. À l'ouest, le boulevard Dial Diop la sépare de la commune de Fann-Point E-Amitié.

### Population
Lors du cinquième recensement général de la population et de l’habitat (RGPH‑5), réalisé en 2023 par l’Agence nationale de la statistique et de la démographie (ANSD), la population de la commune d’arrondissement de Grand Dakar a été estimée à 47 334 habitants contre 55.713 habitants en 2014, répartis sur une superficie de 1,039 km², soit une densité avoisinant 45 500 habitants par kilomètre carré.

#### Activités économiques
La commune d’arrondissement de Grand Dakar repose principalement sur une économie de commerce de proximité et informel, qui constitue l’un de ses piliers. Le marché central, doté d’un hall, de souks, d’environ cent cantines, vingt-trois magasins et quelques 420 étals, est animé quotidiennement par la vente de denrées essentielles telles que le riz, l'huile, le savon, la viande et le poisson. Aux abords, des boutiques de détail, détenues majoritairement par des hommes dont certains expatriés ouest-africains, proposent des produits alimentaires, cosmétiques, électroménagers et textiles.
Les vendeurs ambulants, souvent des jeunes ruraux ayant migré vers Dakar, occupent trottoirs et ruelles avec leurs étals improvisés, contribuant à plus de 97 % de l’emploi informel dans la capitale.
Dans le domaine de l’artisanat et des services techniques, Grand Dakar accueille de nombreux petits ateliers comme la couture, la menuiserie bois et métal, la serrurerie, la cordonnerie, la réparation électronique et la mécanique, opérant souvent sous un statut informel. En parallèle, des petites et moyennes entreprises (PME) et activités formelles se développent dans les secteurs de la boulangerie, l’imprimerie, la construction, et les multiservices tels que l'électricité, la peinture et les bâtiments et travaux publics. 
La commune héberge aussi des activités de petite industrie et de stockage, telles qu’entrepôts, sites de transit, garages et ateliers artisanaux. Cela génère des déchets, notamment des gravats, ferrailles ou épaves de véhicules, déposés dans les espaces publics et souvent mal gérés.
Par ailleurs, l’économie sociale et domestique offre des opportunités à des personnes, généralement vulnérables, ainsi que via des groupements (GIE) ou associations locales d’artisans et productrices.

## Administration

### Organisation territoriale
La commune de Grand Dakar fait partie de l'arrondissement, puis du département de Dakar, dans la région de Dakar. Avec une superficie d’environ 1 km², elle est la plus petite des 19 communes d’arrondissement de la ville de Dakar, mais se distingue par sa forte densité de population.

#### Quartiers et arrondissements
La commune de Grand Dakar regroupe six quartiers : Niary Tally, Zone A, Sicap Darabis, Sicap Annexe Amitié III, Taïba et Cerf Volant. Elle fait partie, avec cinq autres communes d’arrondissement (Biscuiterie, Dieuppeul‑Derklé, Hann Bel‑Air, HLM, Sicap‑Liberté), de l’arrondissement de Grand Dakar, qui couvre une population totale d’approximativement 306 728 habitants en 2013.

##### Gouvernance locale
La commune est dirigée par un maire et un conseil municipal. Depuis 2009, Jean‑Baptiste Diouf, membre du Parti socialiste, occupe cette fonction et a été réélu en 2014 sous l’étiquette Taxawu Dakar. Il est le seul maire de Grand Dakar à avoir exercé deux mandats consécutifs, totalisant plus de 15 ans à ce jour. Avant lui, les maires successifs étaient Ahmadou Mbackiou Faye et Mohamed Lamine Samaké.
| Période       | Identité              | Parti | Coalition             |
| ------------- | --------------------- | ----- | --------------------- |
| 1996 - 2001   | Ahmadou Mbackiou Faye | PS    |                       |
| 2002 - 2009   | Mohamed Lamine Samaké | PDS   |                       |
| 2009 - 2014   | Jean-Baptiste Diouf   | PS    | Benno siggil Senegaal |
| réélu en 2014 | Jean-Baptiste Diouf   | PS    | Taxawu Dakar          |

###### Appareil municipal et coopération
La mairie dispose d’un Bureau de Développement Local (BDL), mis en place grâce à la coopération décentralisée avec la commune belge de Berchem‑Sainte‑Agathe. Ce bureau apporte une expertise technique et financière dans la planification et la mise en œuvre de projets de développement local. La structure administrative municipale comprend plusieurs services visant à répondre aux défis d’une population jeune, dense et multiculturelle.

###### Vie associative et sociale
Grand Dakar est un important pôle d’accueil d’un point de vue socio-économique : exode rural, saisonniers, jeunes étudiants ou immigrés d’Afrique de l’Ouest y affluent pour travailler dans les secteurs domestiques, artisanaux ou commerciaux. La commune bénéficie d’une forte organisation de la société civile : associations de quartier, GIE, associations de femmes, conseils de quartiers et associations sportives et culturelles, qui collaborent activement avec la mairie.

## Éducation
La commune d’arrondissement de Grand Dakar déploie un volet éducatif structuré, mais confronté à des défis liés à sa densité urbaine. Elle administre le sous-secteur de la petite enfance, de l’enseignement élémentaire, public et privé, jusqu’au moyen secondaire, tout en intervenant dans la formation professionnelle et technique par promotion sociale. 
Au primaire public, six écoles (Imam Abdou Ndiaye 1, 2, 3, Route des Puits, Issa Kane, Maguette Codou Sarr Ndiaye) totalisent 81 salles pour 3 841 élèves, toutes équipées de murs, toilettes, blocs administratifs, eau et électricité.
Côté privé, 47 salles accueillent 2 159 élèves dans des écoles comme Sainte-Thérèse, Yoon Wi, Xalima, Al Kawsara et plusieurs franco-arabes. Pour le moyen secondaire, trois collèges (CEM Alioune Diop, Saint Pierre, Limamoulaye) rassemblent 2 118 élèves, mais leur capacité est jugée insuffisante, amenant une partie des élèves à s’inscrire dans des collèges voisins.
La commune facilite aussi l’accès à la formation professionnelle via des structures telles que le Centre Ahmadou Malick Gaye (USE), le Centre d’Encadrement Féminin, et COSEFOR, couvrant des métiers comme l'électromécanique, l'informatique, la couture, et les soins infirmiers et bien d'autres. 

## Édifices et monuments
La commune d’arrondissement de Grand Dakar abrite plusieurs édifices tels que le marché de Grand Dakar qui constitue non seulement un centre névralgique de l’économie locale, mais s’intègre également dans un complexe institutionnel structuré. Il est en effet entouré de bâtiments gouvernementaux et politiques majeurs, notamment l’Agence nationale de la statistique et de la démographie (ANSD), le Ministère de l’Agriculture et de l’Équipement rural, le Ministère de l’Urbanisme et de l’Habitat, ainsi que la Maison du Parti socialiste, tous situés dans l’espace communal de Grand Dakar.

## Religion
La commune de Grand Dakar abrite plusieurs lieux de culte qui témoignent de la diversité religieuse et de la vitalité spirituelle de ses habitants. On y trouve un grand nombre de mosquées, parmi lesquelles la mosquée Bibi Ndao, la mosquée Massalikoul Jinan, la mosquée El Mansour, la mosquée Missirah et la mosquée Meye Kane, qui jouent un rôle central dans la vie religieuse quotidienne, en particulier lors des grandes prières et des fêtes musulmanes. À côté de ces édifices musulmans, la commune accueille également l’église Sainte Thérèse, siège de la paroisse catholique Sainte-Thérèse de l’Enfant Jésus, fondée en 1955. Cette paroisse dépend du doyenné Grand Dakar–Yoff, lui-même rattaché à l’Archidiocèse de Dakar, et constitue un important lieu de rassemblement pour la communauté chrétienne locale. Ces infrastructures religieuses, tant musulmanes que chrétiennes, contribuent à la cohésion sociale et à l’animation culturelle de la commune.